# Pósito

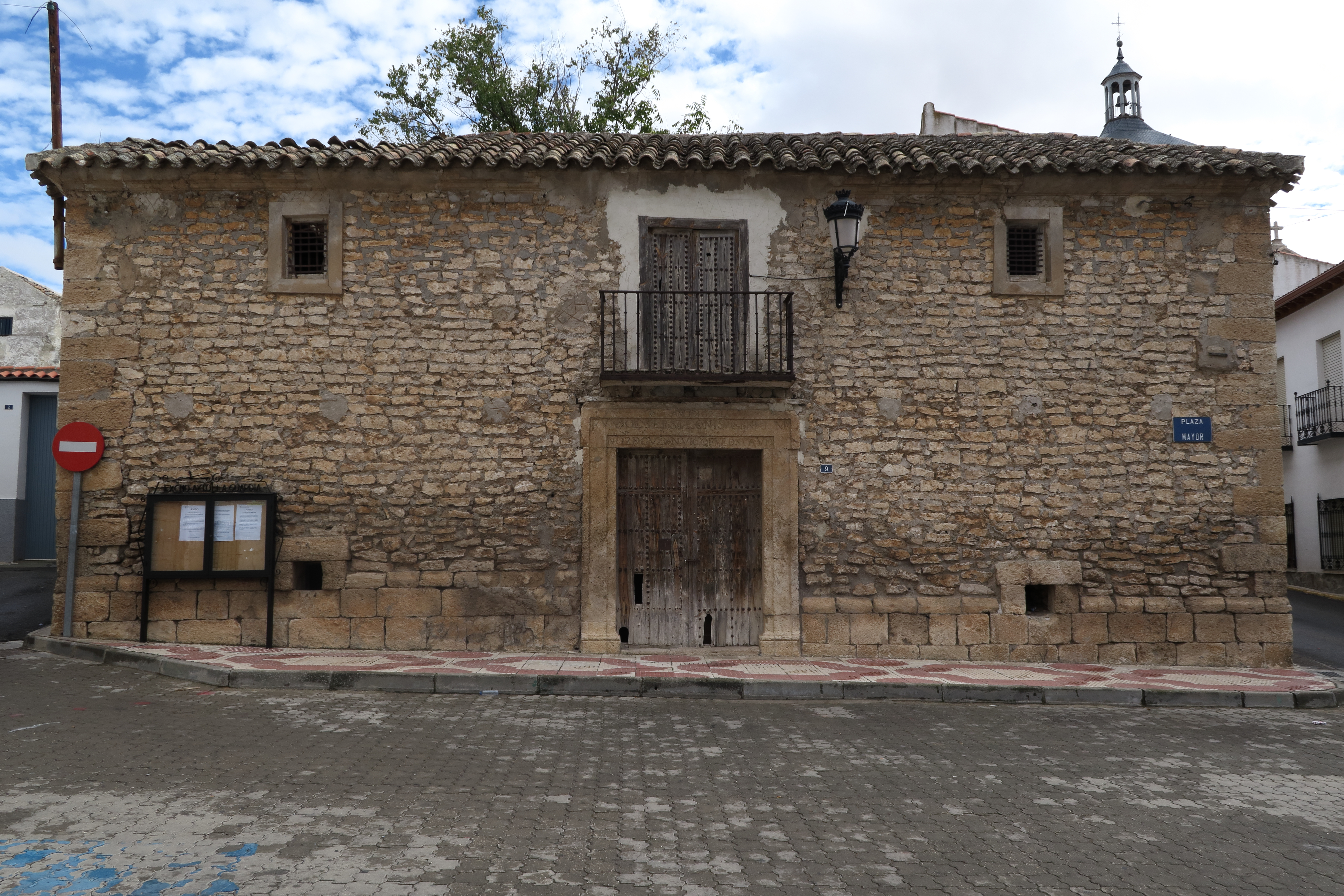
Pósito de La Guardia, Toledo

Un pósito o alfolí es un depósito de cereal de carácter municipal, cuya función primordial consistía en realizar préstamos de cereal en condiciones módicas a los vecinos necesitados.

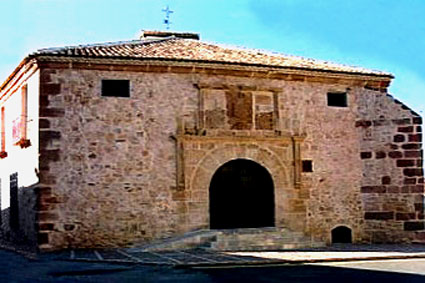
Pósito de Campo de Criptana.

## Origen
Se dice que el origen de los pósitos se remonta hasta el patriarca José, que gobernando Egipto mandó almacenar en todas sus provincias grandes cantidades de trigo para los siete años de esterilidad que habían de suceder a otros tantos de abundancia. Los romanos los adoptaron también y en Castilla se establecieron por convenios de los vecinos de algunos pueblos o por fundaciones particulares de personas caritativas, entre las que sobresalió el cardenal Cisneros, que fundó a sus expensas los pósitos de Toledo, Alcalá de Henares, Torrelaguna y algunos otros. Posteriormente, se fueron generalizando en todas partes y se pusieron en cada pueblo bajo el gobierno y administración de una junta compuesta por el corregidor, alcalde mayor u ordinario, un regidor, el diputado más antiguo, el procurador síndico del común y un depositario o mayordomo con asistencia de un escribano elegido por el ayuntamiento.
Este tipo de préstamos durante periodos de la historia debe ponerse en relación con los préstamos a interés, que en la Edad Media realizaban los judíos, ya que para un cristiano o un musulmán sería pecado de usura (para los judíos también, cuando se prestaba a otro judío, pero no cuando era a un cristiano o musulmán). Las actividades financieras desde finales de la Edad Media fueron haciéndose más complejas para evitar esa calificación, y se basaban en la concesión de hipotecas (censos) o la deuda pública (juros).
También debe entenderse la generalización del sistema de pósitos en el siglo XVIII con el surgimiento de otras instituciones financieras que preludian las puramente capitalistas, como el Monte de Piedad de Madrid (fusionado a la Caja de Ahorros, ya en el siglo XIX) o el Banco de San Carlos. En el ámbito de la producción y el comercio de granos, debe entenderse en el contexto de los intentos de liberalización de la época de Carlos III.
Los pósitos perduraron hasta el siglo XIX en algunos lugares (por ejemplo, en la provincia de Segovia se detecta un número muy importante de ellos), pero en general fueron desapareciendo, bien por fracaso, bien por ser sustituidos por otras instituciones financiero-asistenciales, como los Montes de Piedad.

## Características
Los pósitos eran la principal institución de ahorro propia del Antiguo Régimen en la Corona de Castilla. Surgieron en algunos lugares a iniciativa de los municipios, aunque más tarde las autoridades del reino intentaron ordenar y extender su funcionamiento a mayor escala. En el siglo XVIII se intentó basar en los pósitos otros proyectos financieros o impositivos de la Corona, que terminaron en fracaso.
La actividad tradicional de los pósitos se centraba en la acumulación de grano en tiempo de abundancia que se prestaban a un tipo de interés bajo a los agricultores en el momento en que los necesitaran, lo que podría paliar las malas cosechas y las crisis de subsistencia. Salvando las distancias, sería lo que en la economía contemporánea llamarían una intervención anticíclica en el mercado. En un sistema económico precapitalista (en transición entre el feudalismo y el capitalismo), la acumulación de capital no era una forma espontánea que se esperara del interés individual de los agentes económicos, de modo que la autoridad y la costumbre la suplían.

## Arquitectura
Los edificios que daban cobijo a los pósitos, al menos los que han sobrevivido, son en general construcciones muy sólidas, que suelen indicar su condición con inscripciones de distinta época (la mayor parte de finales del XVIII y comienzos del XIX, aunque los hay del XVI e incluso anteriores), que los hacen ser puntos destacados y atractivos turísticos en muchas poblaciones (como el de Lorca en la provincia de Murcia, el de Campo de Criptana en la de Ciudad Real o el de Callosa de Segura en la de Alicante).